# Lågadel
Lågadel eller obetitlad adel, är de lägst rankade adelsätterna och lägre rankade än högadel.
Den ursprungliga adeln i Europas länder omfattade sådana ätter, som senare skulle komma att karaktäriseras som högadel. Under medeltiden framväxte dock en lägre adel, dels bland riddarna, vilka främst rekryterades bland de högre herrarnas en gång ofria tjänare, ministerialerna (die Ritter i Tyskland, szlachtan i Polen, hidalgos i Spanien, knape i Sverige), dels ur högre ämbetsmannasläkter ("noblesse de la robe" i Frankrike), dels av mindre godsägare (gentry i England, lågfrälse i Sverige), dels de stora städernas rika och ledande köpmannasläkter (stadspatricierna i Tyskland och gentili i Italien).
Efterhand som ämbetsmannaadeln fick allt större inflytande och gränserna mellan äldre och nyare ätter suddades ut försvagades också den här skillnaden mellan hög- och lågadel.
I riddarhusordningen från 1626 delades den svenska adeln i tre klasser, och den lägsta (tredje klassens adel) kallades svenneklassen eller lågadel. I Sverige ingår i lågadeln de ätter som saknar friherre-, grev- eller hertigtitulatur och som inte hör till riddarätterna. 
Ibland även likställt med de ätter som saknar större egendomar.